# Calliactis vincentina
Calliactis vincentina är en havsanemonart som beskrevs av Ferdinand Albin Pax 1922. Calliactis vincentina ingår i släktet Calliactis och familjen Hormathiidae. Inga underarter finns listade i Catalogue of Life.